# بروتين القفيصة P24

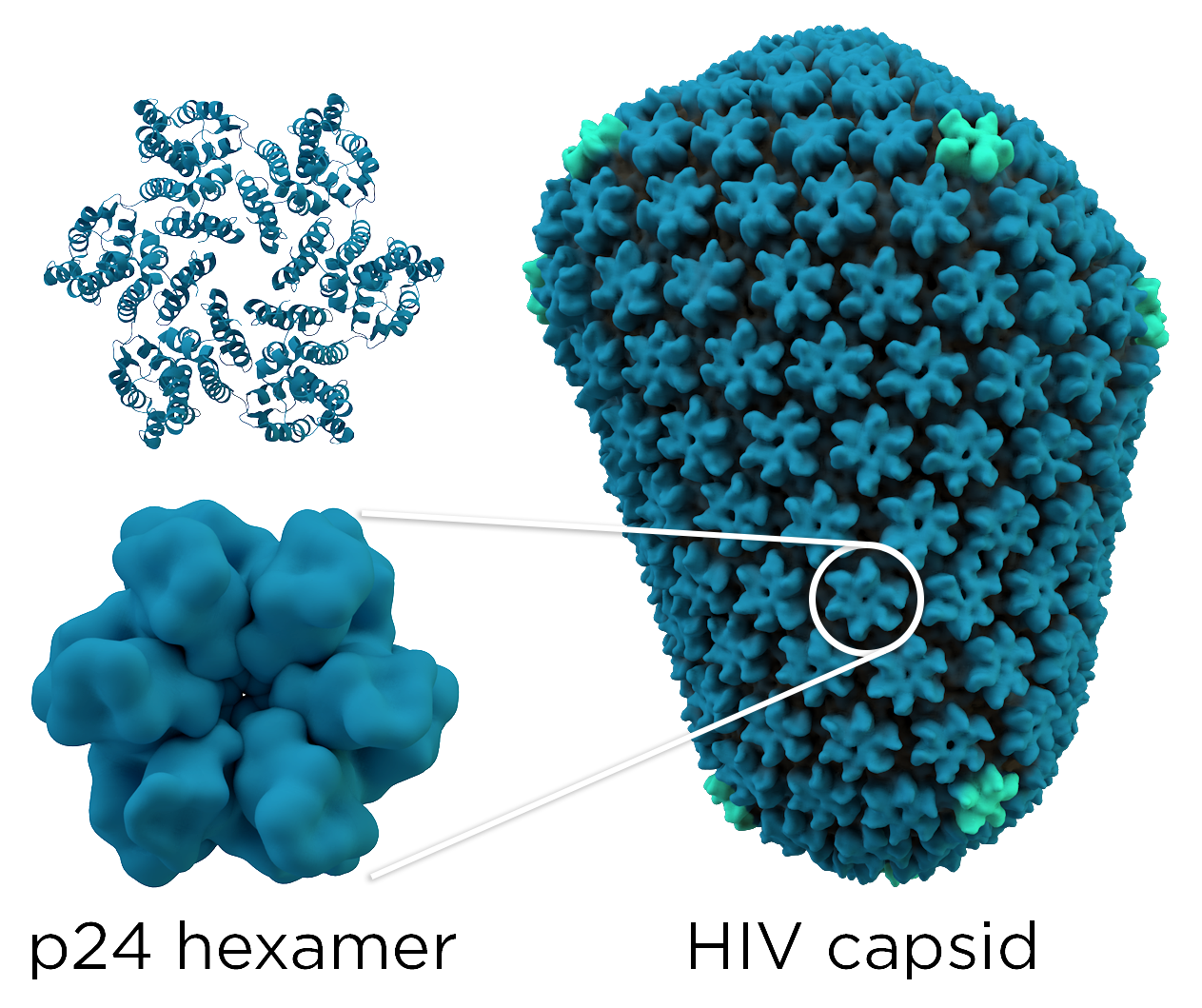
تتكون قفيصة فيروس الإيدز من حوالي ألفي نسخة من بروتين p24.

p24 أو CA هو بروتين بنيوي مكون لقفيصة فيروس الإيدز، يوجد حوالي 2000 جزيء منه في كل جسيم فيروسي، وزنه الجزيئي 24 كيلو دالتون، ويوجد حوالي 104 جسيم فيروسي في 1 بيكوغرام من p24. يتوافق بدء أعراض مرض الإيدز مع انخفاضٍ في أعداد الخلايا التائية المساعدة  CD4+ وزيادةٍ في مستويات الفيروس والبروتين P24 في الدم. وهو أحد البروتينات الناتجة من معالجة عديد البروتين Gag.
P24 مندمج مع النهاية الكربوكسيلية لبروتين P17 في عديد البروتين Gag غير المعالج، وبعد النضوج الفيروسي يشكل بروتين P24 القفيصة الفيروسية، ويملك هذا البروتين نطاقين يمكن التعرف عليهما: نطاق النهاية الكربوكسيلية ونطاق النهاية الآمينية، ولهذين النطاقين دورين مختلفين أثناء تبرعم فيروس الإيدز وتكوين بنية القفيصة.
عند استخدام اختبار لطخة ويسترن للكشف عن فيروس الإيدز، P24 هو أحد البروتينات الثلاث الرئيسية التي يُكشف عن وجودها إلى جانب gp120/gp160 والبروتين السكري gp41.

## الجيل الرابع من كاشف فيروس الإيدز
تكتشف المقايسات المناعية من الجيل الرابع الخاصة بفيروس الإيدز البروتين P24 الفيروسي في الدم ( وكذلك الأجسام المضادة ضد الفيروس). تعتمد الأجيال السابقة من الكواشف على اكتشاف الأجسام المضادة التي ينتجها المريض فقط، ويستغرق كشف الأجسام المضادة الأولى حوالي 3-4 أسابيع. بينما يمكن اكتشاف بروتين P24 في دم المريض خلال أسبوعين من الإصابة بالفيروس، وهذا يخفض فترة النافذة [الإنجليزية] الضرورية للكشف الدقيق عن حالة فيروس الإيدز الخاصة بالمريض.